# エメラルドカップ (川崎競馬場)
エメラルドカップは、川崎競馬場で行われていた地方競馬の重賞競走（平地競走）である。

## 概要
1998年にサラブレッド系旧4歳以上牝馬による重賞競走として創設。
施行距離は創設時はダート2100m。距離が1600mに短縮された2001年限りで廃止された。
第1回、第3回、第4回は6月中旬、第2回は9月下旬に施行された。

## 歴代優勝馬
| 回数  | 施行日        | 優勝馬           | 性齢 | 所属 | タイム | 優勝騎手 | 管理調教師 | 馬主           |
| ----- | ------------- | ---------------- | ---- | ---- | ------ | -------- | ---------- | -------------- |
| 第1回 | 1998年6月17日 | ホクトロビン     | 牝4  | 船橋 | 2:15.3 | 佐藤祐樹 | 岡島一馬   | 山泉恵宥       |
| 第2回 | 1999年9月29日 | スズノムーティエ | 牝4  | 川崎 | 2:17.8 | 久保秀男 | 廣野保義   | 佐藤亮         |
| 第3回 | 2000年6月13日 | スターシービー   | 牝5  | 川崎 | 2:16.9 | 野崎武司 | 佐々木國廣 | 米田俊和       |
| 第4回 | 2001年6月20日 | トミケンブライト | 牝4  | 船橋 | 1:40.9 | 石崎隆之 | 出川克己   | （有）トミケン |